# Bernardo Tolomei
Bernardo Tolomei (Siena, 1272 - 1348) va ser un religiós italià, fundador de la congregació religiosa benedictina de Santa Maria di Monte Oliveto (olivetans). Beatificat en 1644, va ser canonitzat el 2009 per Benet XVI.

## Vida
Nascut el 10 de maig del 1272, era fill de Mino Tolomei i Fulvia Tancredi; va ser batejat amb el nom de Giovanni. Va fer estudis de dret. Es va fer membre dels Disciplinats de Santa Maria, confraria de laics dedicats a la pregària i a la caritat.
En 1313 va retirar-se amb tres amics (Francesco, de qui no se sap el llinatge, Ambrogio Piccolomini i Patrizio Patrizi) a una propietat seva al Deserto d'Accona per a fer vida eremítica. Vivien en coves i van construir una petita capella. Giovanni canvià el seu nom pel de Bernardo (Bernat), en honor de l'abat cistercenc Bernat de Claravall.
Continuà la seva vida solitària fins al 1319 quan amb Patrizio Patrizi, Ambrogio Piccolomini i altres companys, per voluntat del bisbe d'Arezzo Giudo Tarlati di Pietramala, va donar origen a un orde religiós, la Congregació Benedictina de Santa Maria del Monte Oliveto. La dedicació a la Mare de Déu en denota la impronta mariana i el Mont Olivet la relaciona amb el Mont de les Oliveres de Jerusalem. L'orde va adoptar la regla benedictina i té com a característica la gran comunió entre els diversos monestirs, que formen un únic cos amb la casa mare.

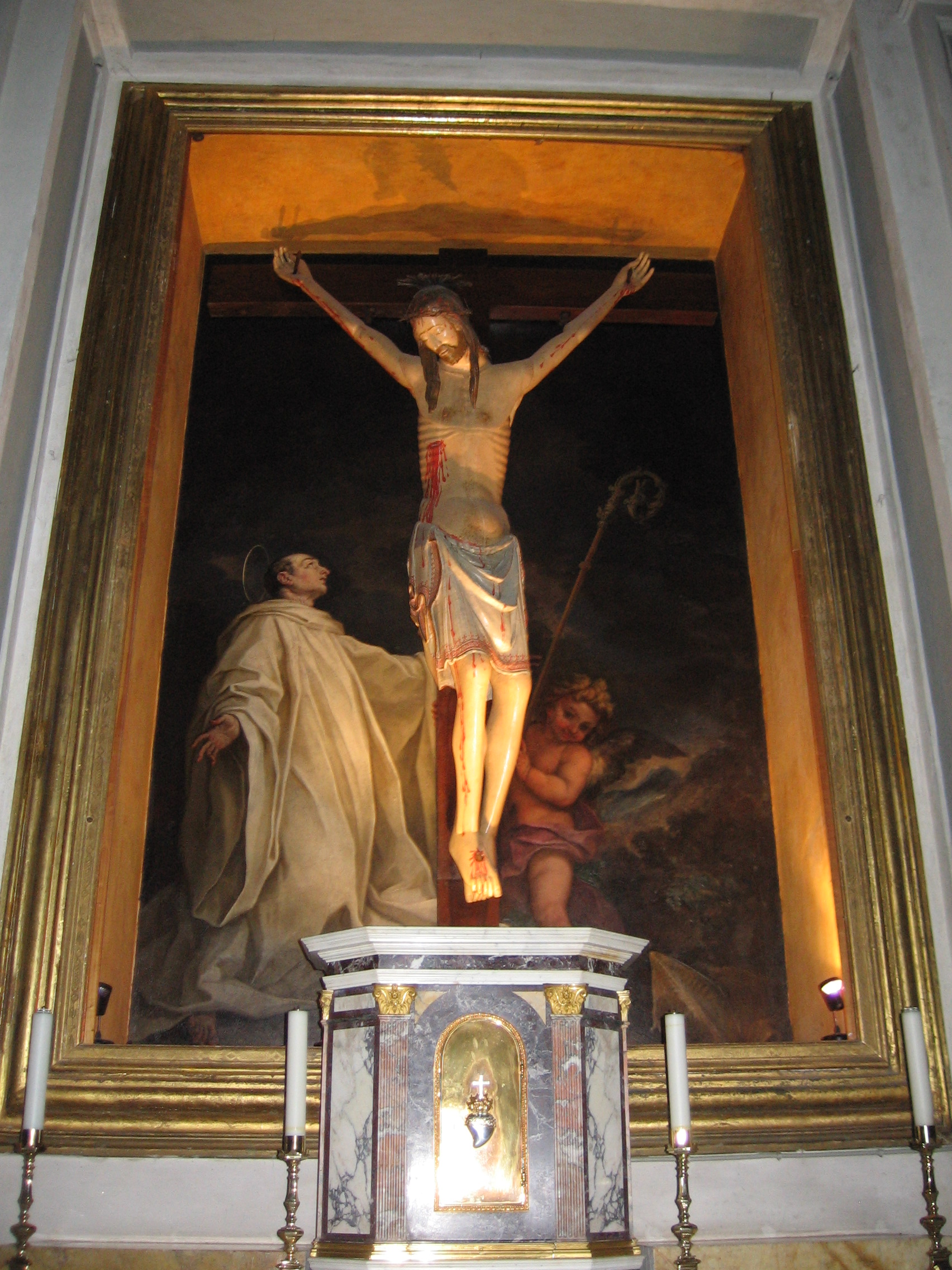
Pintura amb el sant, s. XVI
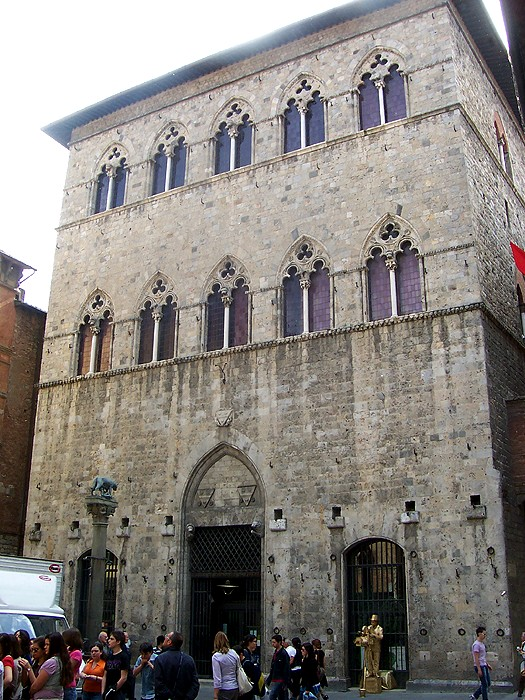
Palazzo Tolomei, a Siena, on va néixer el sant
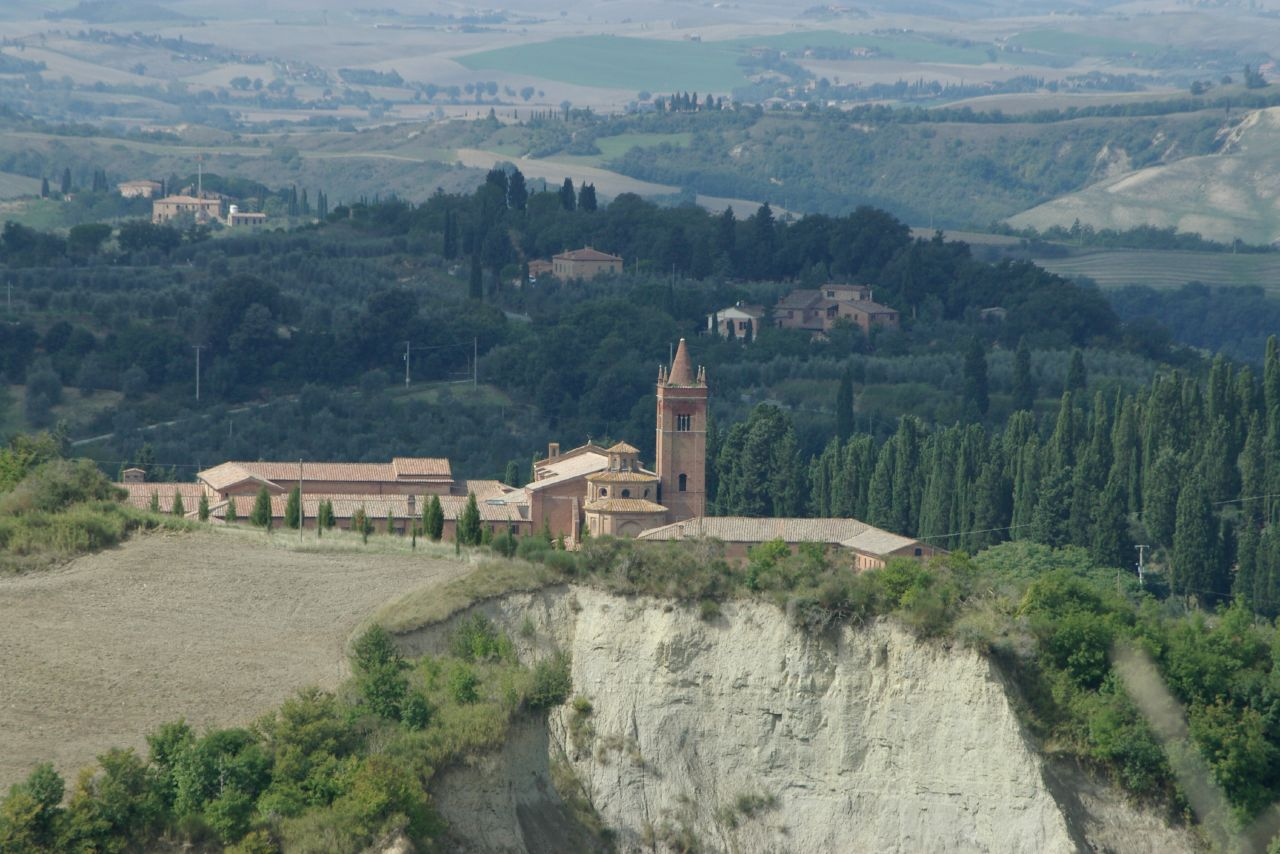
Abadia de Monte Oliveto Maggiore
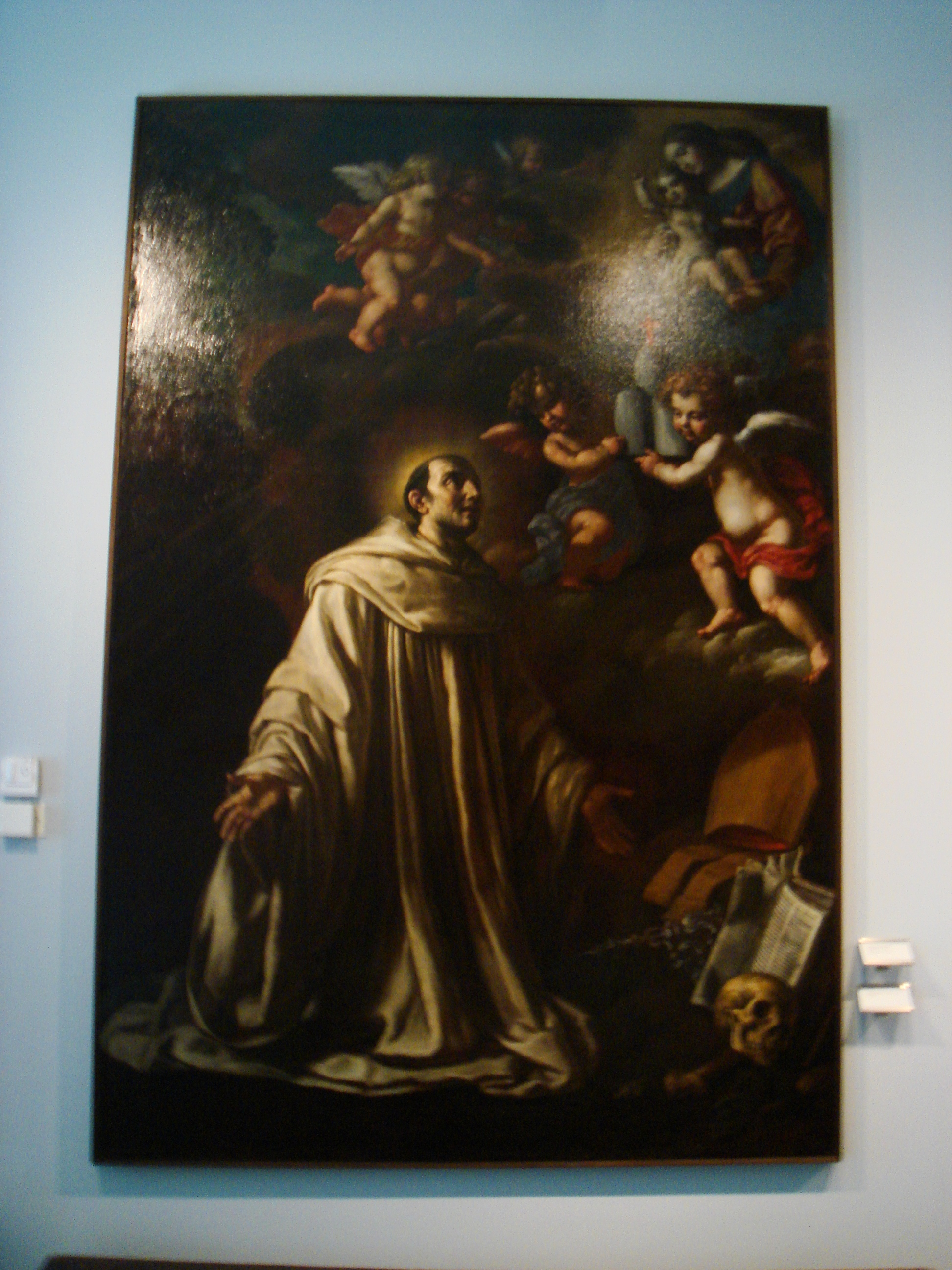
Pintura de Cesare Gennari, ca. 1686 (Museo di Stato di San Marino)

Va morir a Siena el 1348, víctima de la pesta. El seu cos va ser enterrat, com el d'altres malalts de pesta, a una fossa comuna: les seves restes mai no van ser trobades.
La seva festivitat se celebra el 19 d'agost, el dia d'abans de la de Sant Bernat de Claravall. Va ser canonitzat per Benet XVI el 21 de febrer de 2009.; la cerimònia va tenir lloc el 26 d'abril del mateix any.